# Frontera entre Israel y Líbano
La frontera entre Israel y el Líbano es la línea frontera que separa al Estado de Israel de la República Libanesa.
La frontera fue marcada el 23 de marzo de 1949 como línea de demarcación en virtud del tratado de armisticio entre Israel y el Líbano (conocido como la llamada Línea Verde). El 7 de junio de 2000 fue designado por la ONU como el llamado Línea azul. La frontera es la frontera norte de Israel y la frontera sur del Líbano.
El 14 de octubre de 2020 se iniciaron las negociaciones respecto de la frontera marítima entre Israel y el Líbano.El acuerdo fue publicado el 12 de octubre de 2022 y entró en vigor el 27 de octubre de 2022.

## Historia

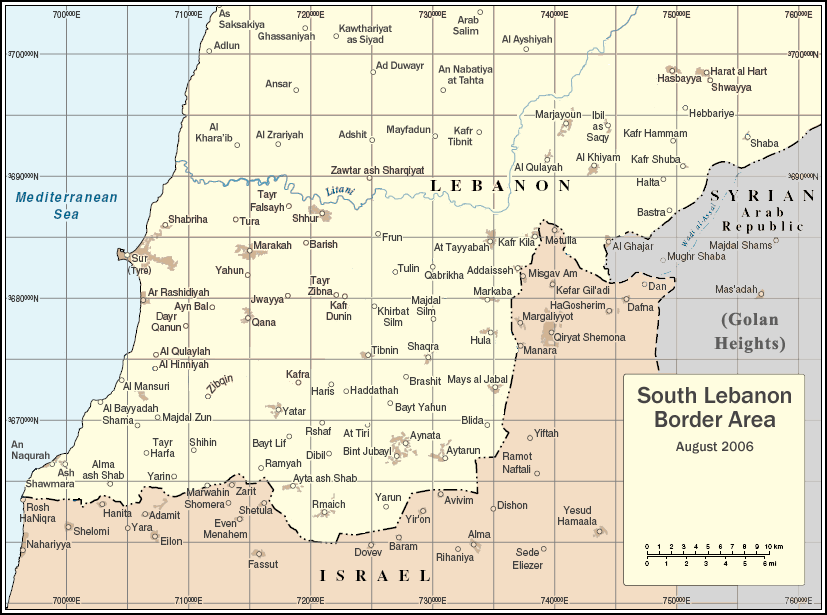
Mapa de la ONU del Sur del Líbano.

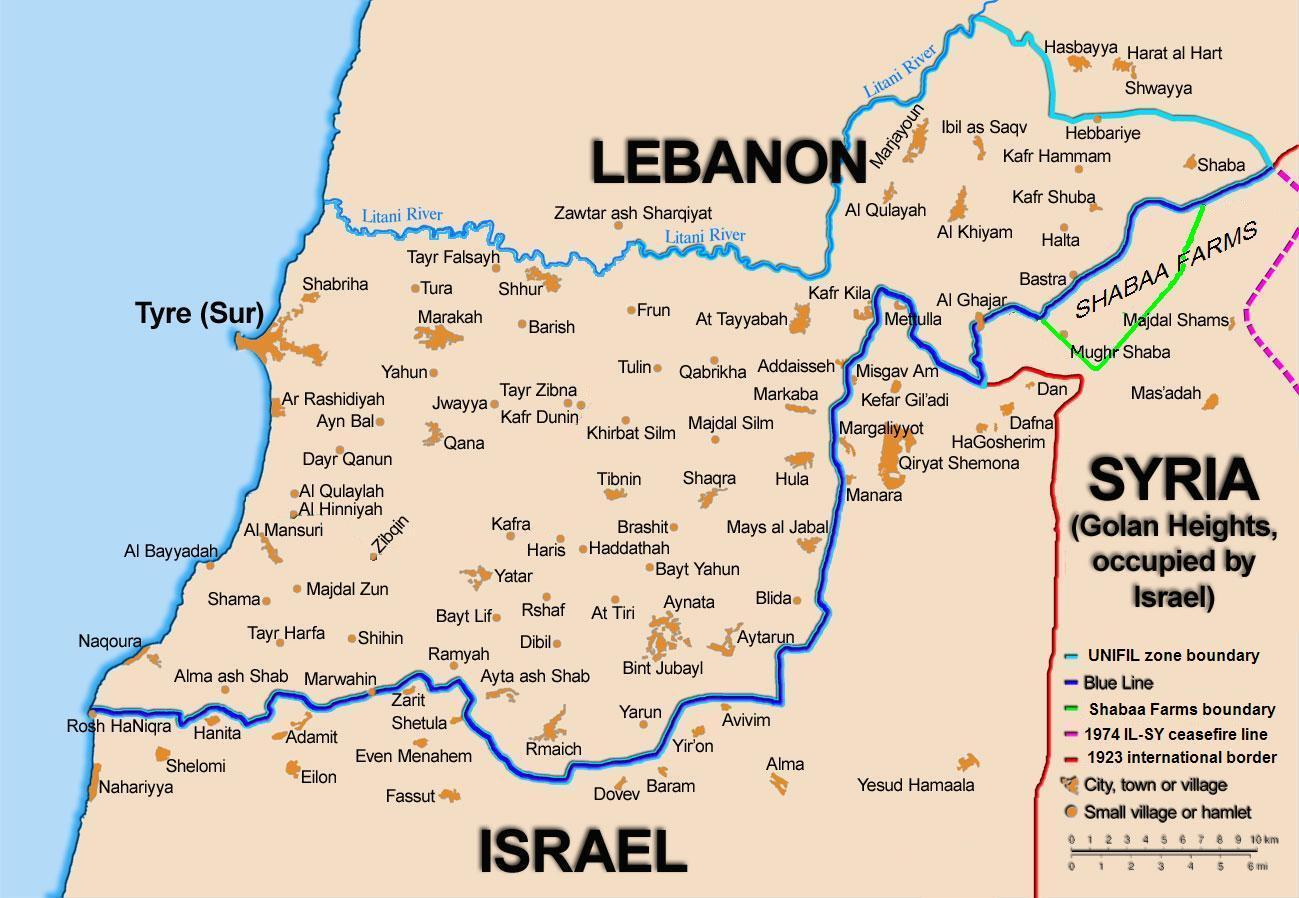
Mapa de la Línea Azul.

Su trazado fue elaborado por acuerdo entre las potencias mandatarias francesa (en el Líbano francés) y británico (mandato de Palestina) en 1923 después de la creación del Gran Líbano en 1920, en base a los acuerdos Sykes-Picot que habían distribuido los ámbitos de influencia de estas dos potencias en los territorios del antiguo Imperio otomano.
Este trazado fue confirmado en el momento de la partición de Palestina en 1947 por las Naciones Unidas.
Aun así Israel se anexionó, durante la guerra árabe-israelí de 1948 la Galilea, limítrofe con el Líbano y que según el establecido a la Resolución 181 de la Asamblea General de las Naciones Unidas tenía que formar parte del Estado Árabe. En 1949 se firmó un armisticio entre Israel y el Líbano en 1949 en una línea de armisticio que no era reconocida como frontera. Después de la retirada de Israel del sur del Líbano (que Israel ocupó desde 1978 hasta 2000) la ONU procedió al trazado de la denominada Línea Azul de separación entre los beligerantes, no reconocida formalmente por el Líbano como frontera sur.
Israel también se anexó los Altos del Golán en 1981 después de su conquista en la guerra de los Seis Días en 1967. Las granjas de Shebaa, ubicadas en los altos del Golán, han sido reclamadas por el Líbano desde el año 2000 de acuerdo con Siria.
Dado que el Líbano no reconoce el Estado de Israel, no ha firmado acuerdos fronterizos con él. La línea que separa los dos países es, por lo tanto, la Línea Azul, una línea dibujada el 2000 por la ONU para registrar la retirada de las fuerzas israelíes del sur del país.